# Langhaus von Hrísbrú

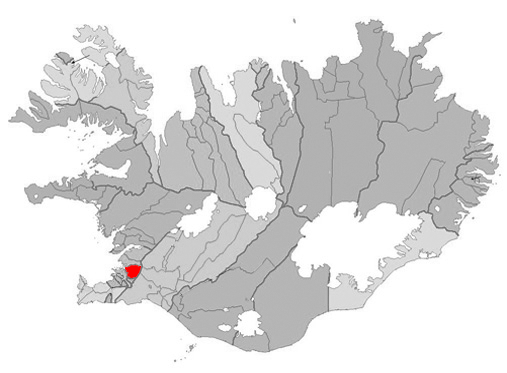
Lage von Mosfellsbær

Das Langhaus von Hrísbrú ist ein Wikingergehöft im Mosfell (isländisch Mosfellsdalur), in der isländischen Gemeinde Mosfellsbær, wenige Kilometer nordöstlich von Reykjavík. Es liegt auf der nördlichen Talseite, von wo aus das Tal und die Küste zu übersehen sind. Das zwischen 790 und 1100 n. Chr. genutzte Langhaus wurde 2008 ausgegraben. Ebenfalls freigelegt wurden eine kleine Kirche aus Treibholz mit einem Kirchenschiff von 4,3 m Länge und 3,2 m Breite, ebenso der zugehörige Friedhof (von etwa 1000 n. Chr.) mit neun hier aufgefundenen Gräbern. Er ersetzte den heidnischen Verbrennungsplatz. Der Eingang der Kirche befand sich im Westen, und an das Kirchenschiff angefügt war ein Chor von 2,5 m Länge und 2,5 m Breite, unter dem sich ein ungewöhnlich großes, jedoch leeres Grab befand.
In der für Island maßgeblichen Wikingerkultur Skandinaviens waren Häuser dieser Größe für Häuptlinge vorbehalten. Die Archäologen haben drei Typenreihen isländischer Häuser, basierend auf der Hausgröße, den Artefakten und den historischen Aufzeichnungen, identifiziert. Hrísbrú gehört zu der Gruppe mit dem höchsten Status auf Island.
Das Hrísbrú-Langhaus ist mit 28 m Länge und etwa 5,0 m Breite eines der größten Langhäuser der Insel. Es hatte (ähnlich der Häusern in Trelleborg) eine dreifache Innenaufteilung mit einer wegen der länglichen Feuerstelle eldskáli genannten zentralen Halle. Außerdem verfügte es über zwei Giebelräume mit seitlichen Türen, wovon einer einen überdachten Vorraum hat und bogenförmige Außenwände (hier allerdings aus Rasen und Stein).
Hrísbrú wird in mehreren mittelalterlichen Sagas als Residenz eines Häuptlings der Mosfellingar erwähnt. Persönlichkeiten, die hier residierten, sind der Skalde Egill Skallagrímsson (910–990 n. Chr.) und der Althingsprecher (isländ. Lögsögumaður) Grímr Svertingsson (1002 bis 1003 n. Chr.) Die Saga berichtet, dass Egill Skallagrímsson ein hohes Alter erreichte und bei seiner Nichte Þórdís, der Tochter seines Bruders Þórólfur, und ihrem Mann Grím in Mosfellsbær lebte.
Am Ende des Tals liegt eine etwa 31 m lange Schiffssetzung von Borg.